# Gălbinași (Călărași)
Gălbinaşi é uma comuna romena localizada no distrito de Călăraşi, na região de Muntênia. A comuna possui uma área de 25.72 km² e sua população era de 3394 habitantes segundo o censo de 2007.